# Donald Judd

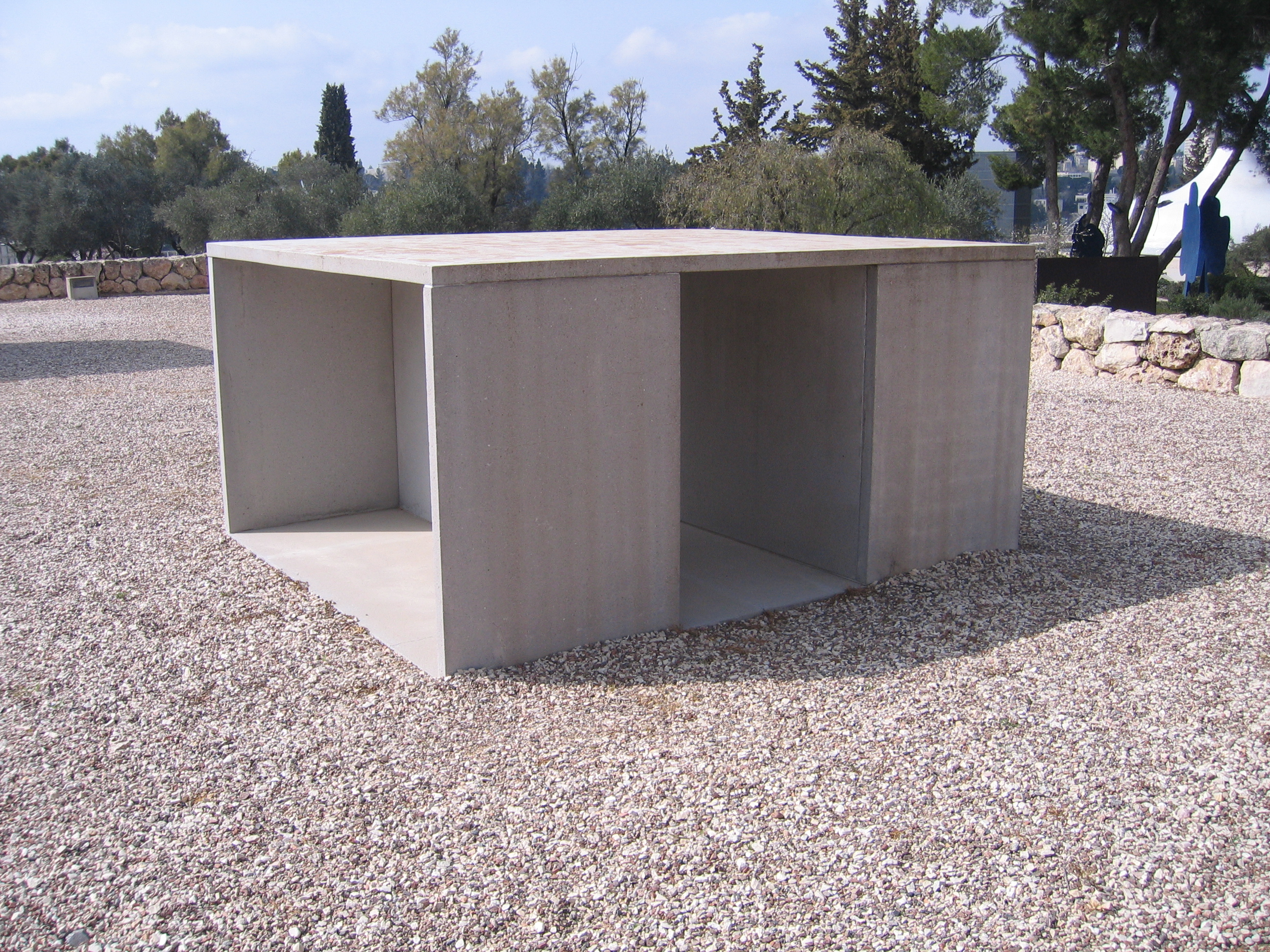
Untitled (1988–1991), Israel Museum, Jerusalem.

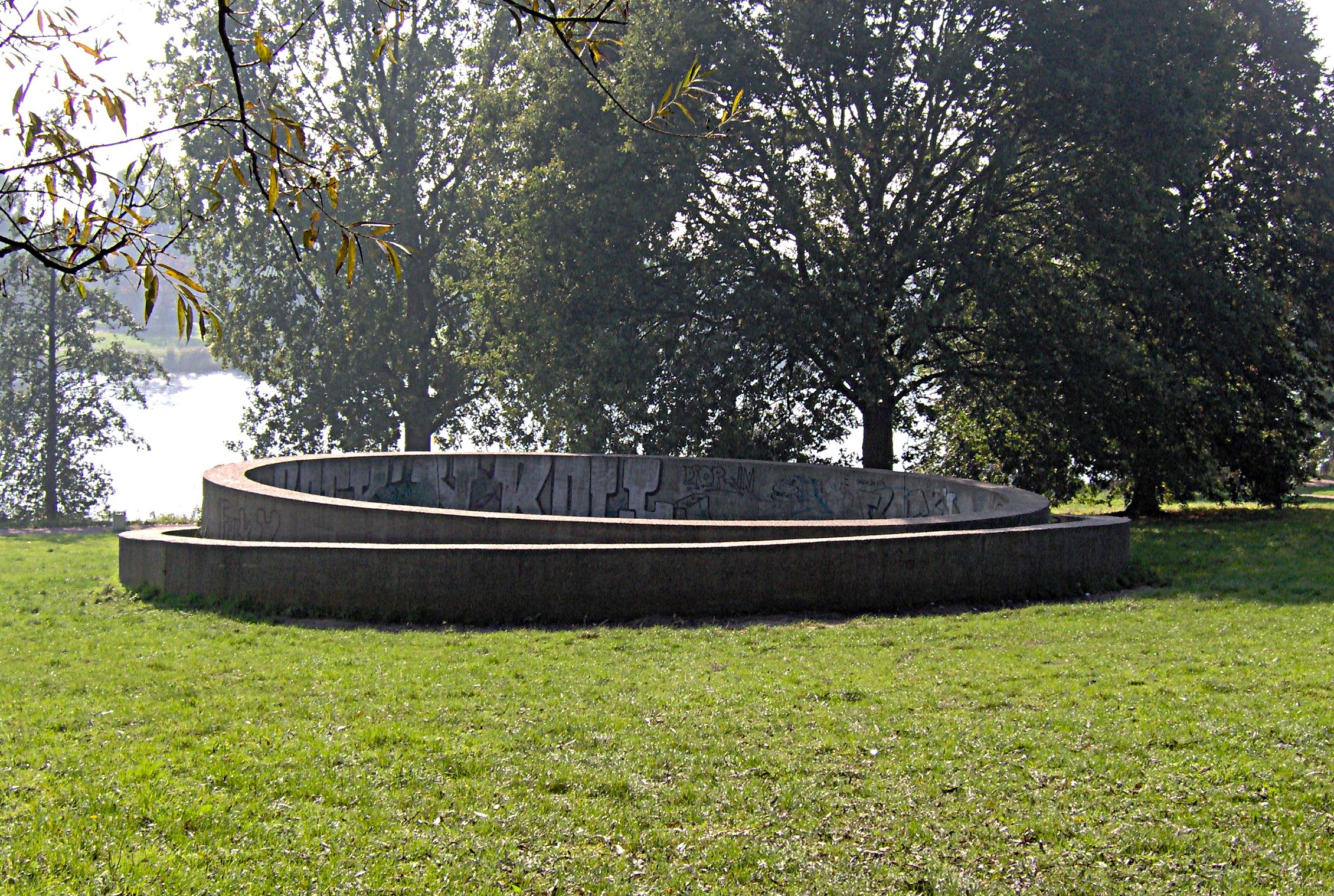
Untitled (1977) Münster, Tyskland.

Donald Judd, född 3 juni 1928 i Excelsior Springs, Missouri, död 12 februari 1994 i New York, var en amerikansk konstnär.
Donald Judd var en ledande teoretiker inom minimalismen. I artikeln Specific Objects (1965) avfärdade han bryskt tvådimensionellt måleri såsom varande ett offer för "illusionsproblemet"; konstnären måste verka i det tredimensionellas "verkliga rum".
Judds verk består av moduler och seriekonstruktioner av med jämna mellanrum upprepade identiska enheter, tillverkade av betong, galvaniserat stål eller aluminium, ibland målade i starka färger. Han förfäktade idén att primärkonstruktioner, eller minimalistisk skulptur, principiellt skiljer sig från konstruktivismen i och med att de uppnår en helhet genom upprepning av identiska enheter av absolut symmetri, ordnade i enlighet med specifika, matematiska system.
Donald Judd grundade på 1970-talet konstmuseet Chinati Foundation i Marfa i Texas, där han också bodde och arbetade från 1977.